# Charles Stafford Price-Davies
Charles Stafford Price-Davies, britanski general, * 1892, † 1959.